# Junts pel Sí
Junts pel Sí (Katalanisch für: ‚Zusammen für ja‘, abgekürzt JxSí)  war ein katalanisches Wahlbündnis, das im Juli 2015 in Barcelona für die Regionalwahl 2015 gegründet wurde und eine Koalition aus der Mitte-Rechts-Partei Convergència Democràtica de Catalunya (CDC) (bzw. deren Nachfolgepartei Partit Demòcrata Europeu Català (PDeCAT)) mit dem damaligen katalanischen Ministerpräsidenten Artur Mas als Vorsitzendem und der linksrepublikanischen Esquerra Republicana de Catalunya (ERC) mit dem Vorsitzenden Oriol Junqueras darstellte. Das Wahlbündnis wurde nicht für die vorgezogenen  Wahlen vom 21. Dezember 2017 erneuert.

## Vorgeschichte

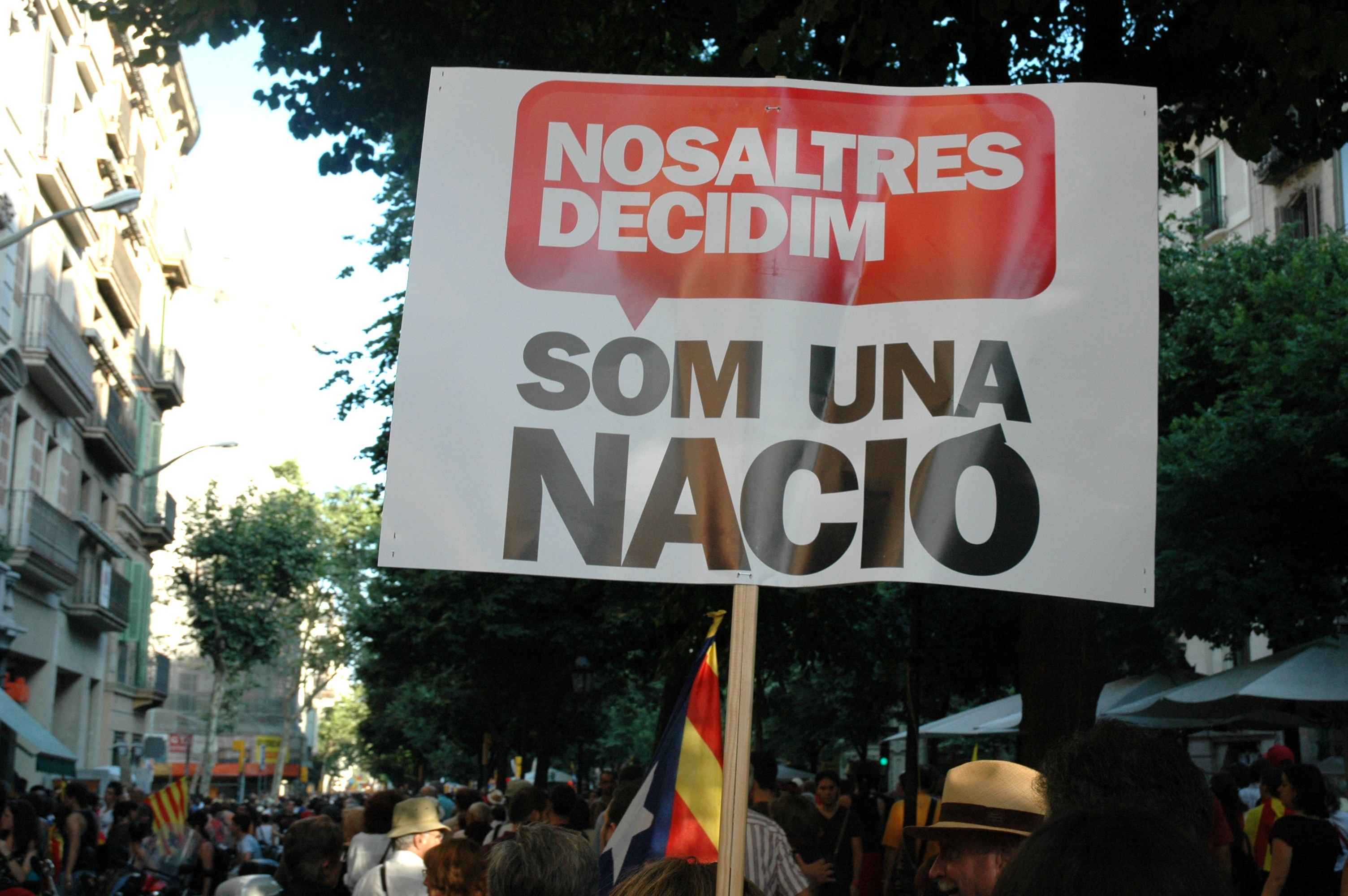
Som una nació (2010)
(Wir sind eine Nation)

2006 reichte die in Spanien mit absoluter Mehrheit regierende Partido Popular (PP) eine Verfassungsbeschwerde  gegen das im selben Jahr vom katalanischen Parlament verabschiedete Autonomiestatut Kataloniens ein. 2010 erfolgte das Urteil, das das Statut weitgehend bestätigte, aber u. a. die Bezeichnung Nation aus dem Vorwort streichen ließ.
Dies führte zu den ersten Massenprotesten, und am 10. Juli 2010, einen Tag vor dem Gewinn der Fußballweltmeisterschaft Spaniens, versammelten sich mehr als eine Million Menschen in Barcelona. Der Slogan der Veranstaltung war „Som una nació – nosaltres decidim“ „Wir sind eine Nation – wir entscheiden“, und die Demonstration wurde von allen im katalanischen Parlament vertretenen Parteien unterstützt, mit Ausnahme der spanisch gesinnten PP und den Ciutadans mit zusammen 26,7 % der Parlamentssitze.
Die Unzufriedenheit mit der Politik der Zentralregierung nahm danach jedoch nicht ab, und am Tag des katalanischen Nationalfeiertags kam es erneut zu Massenprotesten, an denen wieder mehrere hunderttausend Menschen teilnahmen. 2012 folgte dann die Gründung der Bürgerrechtsbewegung Assemblea Nacional Catalana (ANC), die für eine rasche Unabhängigkeit militierte. Gleichzeitig eskalierte die Beziehung zur Regierung in Madrid, die auf die Verteidigung des Einheitsstaates pochte.
Zu weiteren Spannungen kam es, als der spanische Bildungsminister José Ignacio Wert Ortega den Anteil des Spanischen am Unterricht in Katalonien erhöhen wollte, was als eine bewusste Provokation aufgefasst wurde. Die ANC organisierte in der Folge weitere Demonstrationen wie die Menschenkette „katalanischen Weg“ 2013 und die zu den größten Demonstrationen Europas gehörenden Veranstaltungen 2014 und 2015 in Barcelona.
Der Konflikt mit Madrid verschärfte sich weiter, als das katalanische Parlament 2014 mit einer Mehrheit von 64 % das Abhalten eines Referendums verabschiedete. Die spanische Regierung erreichte beim Verfassungsgericht die Aussetzung des Referendums. Es fand jedoch am 9. November 2014 als informelle Befragung statt, und von 5,4 Millionen Wahlberechtigten nahmen 2,3 Millionen Menschen teil. Die Zustimmung für die Unabhängigkeit von Spanien lag bei den Teilnehmern bei etwa 80 %. Das spanische Verfassungsgericht erklärte das Referendum für illegal, und daraufhin setzte der katalanische Ministerpräsident Mas vorgezogene Neuwahlen für das katalanische Parlament an. Diese Neuwahlen, die am 27. September 2015 stattfanden, sollten laut Unabhängigkeitsbefürwortern einen plebiszitären Charakter haben. Zwar sind alle Parteien von links bis rechts vertreten, allerdings sollte es laut Befürwortern in erster Linie um die Frage gehen, ob die Wähler für oder gegen die Unabhängigkeit sind.
Deshalb bildete sich auch das Wahlbündnis Junts pel Sí, deren Vertreter im Parlament CDC und ERC sind, für die Parlamentswahl 2015. Zwischen diesen Parteien besteht eigentlich eine starke Rivalität, sie konnten sich aber nach langen Verhandlungen auf einen gemeinsamen Weg einigen. In diesem Bündnis nicht vertreten ist die Partei Candidatura d’Unitat Popular (CUP), die sich zwar auch für die Unabhängigkeit einsetzt, allerdings eine eigene Liste hat.

## Auflösung
Schon zur Wahl zum spanischen Parlament am 20. Dezember 2015 wurde das Wahlbündnis nicht neu aufgelegt. Vielmehr bildete die CDC zusammen mit der Partei Demòcrates de Catalunya (Abspaltung von der UDC) und der Kleinpartei Reagrupament Independista (die bei der vorhergehenden Wahl 2011 gemeinsam mit der ERC angetreten war) das Wahlbündnis Democràcia i Llibertat (DL); ERC trat separat an.
Im Zuge der politischen Krise, die durch die einseitige Unabhängigkeitserklärung des katalanischen Parlaments am 27. Oktober 2017 und der am gleichen Tag erfolgten Absetzung der Regionalregierung unter Carles Puigdemont (von der PDeCAT) seinen Höhepunkt fand, kam es zur Ausrufung von Neuwahlen für den 21. Dezember 2017; in der Folge setzte sich Puigdemont nach Belgien ab, um der Verfolgung der spanischen Justiz zu entkommen; die Mehrheit der Minister des Govern (Regionalregierung) wurden aber in Untersuchungshaft genommen, darunter auch der Parteiführer der ERC, Oriol Junqueras. Bis zum 8. November 2017, den letzten Tag an dem die Parteien eine solche Wahlliste für die Wahl hätten anmelden können, konnten sich die ERC und die PDeCAT nicht auf eine neue Einheitsliste einigen, obwohl Puigdemont aus Belgien dazu aufgerufen hatte.

## Wahlergebnisse
| Wahl                              | Stimmen   | %    | Mandate  |
| --------------------------------- | --------- | ---- | -------- |
| Parlamentswahl in Katalonien 2015 | 1.628.714 | 39,6 | 62 / 135 |